# Stele di Luna
La stele di Luna è una stele funeraria risalente alla fase finale dell'età del bronzo scoperta a Tiñica del Royo presso Luna in Aragona (Spagna settentrionale). La particolarità di questo reperto è costituita dal fatto che tale tipo di stele era tipico delle regioni meridionali della penisola iberica (Sud-est) mentre rappresenta un caso quasi unico nella regione settentrionale.
Questa stele antropomorfa è alta circa 1,30 m; nella parte centrale sono riconoscibili delle incisioni che rappresentano rispettivamente uno scudo e più in basso una lira identificabile come una phormix omerica.
La stele venne rinvenuta in corrispondenza della sepoltura di un guerriero d'élite.